# Willis Carto
Willis Allison Carto (Fort Wayne, 17 luglio 1926 – Virginia, 26 ottobre 2015) è stato un politico statunitense sostenitore dell'estrema destra.
Si descriveva come un jeffersoniano e un populista, ma era noto principalmente per la sua promozione di teorie cospirative antisemite e per la negazione dell'Olocausto.
Carto era conosciuto come un teorico politico della razza, attraverso la Liberty Lobby e le organizzazioni successive che ha contribuito a far nascere. Gestiva un gruppo di supporto per le elezioni presidenziali del 1968 del segregazionista George Wallace, che ha costituito poi il nucleo per la National Youth Alliance, che in seguito ha promosso la filosofia politica di Francis Parker Yockey. Carto ha contribuito a fondare il Partito Populista Statunitense, che è servito come veicolo elettorale per il gruppo suprematista bianco ed i membri del Ku Klux Klan, come David Duke nelle elezioni presidenziali del 1988 e come sostenitore di Bo Gritz nel 1992. Carto dirigeva il quotidiano American Free Press che ha pubblicato libri antisemiti e razzisti, e ha presentato gli scritti di Joe Sobran, James Traficant, Paul Craig Roberts e altri. L'organizzazione ha promosso anche alcune teorie del complotto sull'11 settembre. Molti altri progetti di Carto orbitavano intorno all'Institute for Historical Review, che promuove la negazione dell'Olocausto.

## Biografia

### Primi anni
Willis Carto è nato a Fort Wayne, nello stato dell'Indiana. Ha servito nell'esercito degli Stati Uniti nelle Filippine durante la seconda guerra mondiale e si è guadagnato la Purple Heart per essere stato ferito da un cecchino nemico. Dopo aver lasciato l'esercito, visse con i suoi genitori a Mansfield, in Ohio. Ha seguito alcune lezioni presso la University of Cincinnati College of Law ed in seguito ha lavorato per la Procter & Gamble; successivamente si è trasferito a San Francisco, in California, dove ha lavorato per la Household Finance Company.

### Liberty Lobby e le altre riviste
Nel 1955, Carto fondò un'organizzazione chiamata Liberty Lobby, che fu attiva sotto il suo controllo fino al 2001, quando l'organizzazione fu costretta al fallimento a seguito di una causa legale. Liberty Lobby ha pubblicato il quotidiano The Spotlight tra il 1975 e il 2001.
Carto, con diversi membri dello staff e scrittori di Spotlight, successivamente fondarono il giornale American Free Press. Il quotidiano includeva articoli di editorialisti sindacalizzati che non avevano legami diretti con Carto o le sue organizzazioni. Nel 1966, Carto acquisì il controllo del The American Mercury tramite l'organizzazione Legion for the Survival of Freedom. È stato pubblicato fino al 1980.

### L'attivismo politico negli anni '60 e '70
Nel 1968, Carto gestiva un gruppo chiamato Youth for George Wallace, nato per aiutare la campagna presidenziale di George Wallace. Quando la campagna fallì, trasformò ciò che restava dell'organizzazione Youth for George Wallace nella National Youth Alliance. Come presidente nazionale del gruppo, Carto reclutò William Luther Pierce, che in seguito divenne noto per aver scritto The Turner Diaries. Con il passare del tempo, Carto perse il controllo della National Youth Alliance a favore di Pierce che la trasformò in National Alliance, un'organizzazione politica nazionalista bianca e separatista bianca.
Il 10 settembre 1971, la rivista conservatrice National Review pubblicò una critica dettagliata delle attività di Carto fino a quel momento. Era intitolato Liberty Lobby - Willis Carto and his Fronts.

### Revisionismo storico e negazione dell'Olocausto
Nel 1979, Carto ha fondato l'Institute for Historical Review. È stato anche il fondatore di una casa editrice chiamata Noontide Press, che ha pubblicato libri sul razzismo bianco, compreso Imperium di Yockey e The Myth of the Six Million di David Hoggan, uno dei i primi libri a negare l'Olocausto. Noontide Press in seguito divenne strettamente associata all'IHR e cadde dalle mani di Carto contemporaneamente all'IHR.
L'IHR e Carto furono citati in giudizio nel 1981 dall'avvocato William John Cox per conto del sopravvissuto ad Auschwitz Mel Mermelstein. In quel procedimento, durato alla fine undici anni, la corte prese "avviso giudiziario del fatto che gli ebrei furono gasati a morte nel campo di concentramento di Auschwitz in Polonia durante l'estate del 1944". La corte ha continuato affermando: "È semplicemente un fatto".
Lo studio legale di Robert Von Esch Jr., che ha rappresentato gli imputati, stabilì con il querelante di ritirarsi dal caso accettando di pagare 100000 $ e scusandosi esplicitamente per aver intentato una causa per diffamazione nell'agosto 1986 da parte dell'IHR contro Mermelstein. I von Esche riconobbero anche formalmente che gli ebrei erano stati gasati ad Auschwitz e che diversi milioni di ebrei erano morti nei lager tedeschi. Il 19 settembre 1991, i querelanti ritirarono le denunce per diffamazione, cospirazione per infliggere disagio emotivo e inflizione intenzionale di disagio emotivo, a seguito del rigetto del giudice della Corte Suprema di Los Angeles Stephen M. Lachs dell'accusa dolosa del caso.
Dopo aver perso il controllo di Noontide Press e dell'IHR in un'acquisizione da parte degli ex soci, Carto ha avviato un'altra pubblicazione, The Barnes Review, con uno dei focus principali sulla negazione dell'Olocausto.

### Partito Populista (1984-1996)
Nel 1984, Carto è stato coinvolto nella creazione di un nuovo partito politico denominato Partito Populista Statunitense: ne perse rapidamente il controllo in seguito all'acquisizione da parte degli ex soci scontenti. I critici hanno affermato che questo partito populista (da non confondere con il Partito del Popolo del XIX secolo , comunemente noto come "populista") era poco più di un veicolo elettorale per i membri del Ku Klux Klan e dei seguaci dell'identità cristiana: gli unici tre candidati presidenziali del Partito Populista erano l'atleta olimpico Bob Richards, David Duke (fondatore dei Cavalieri del Ku Klux Klan e futuro rappresentante dello stato della Louisiana nel 1988 ) e l'ex Berretto Verde Bo Gritz. È stato chiuso prima di poter nominare un candidato per le elezioni del 1996.

### Nei media
La Liberty Lobby di Carto ha acquisito la Sun Radio Network nel dicembre 1989, tentando di utilizzare questo mezzo per esprimere le sue opinioni: alla fine si è rivelato un fallimento finanziario. Liberty Lobby e American Free Press hanno anche sponsorizzato il talk show di Radio Free America. Carto ha anche formato la Fondazione per difendere il Primo Emendamento (Foundation to Defend the First Amendment), una delle numerose organizzazioni no profit che Carto usava per distribuire denaro a individui e gruppi che la pensavano allo stesso modo. Carto pubblicò anche The Barnes Review dal 1994.
Nel 2004, Carto si è unito alla firma del Protocollo di New Orleans per conto dell'American Free Press. Il Protocollo di New Orleans cerca di "integrare la nostra causa" riducendo la guerra intestina. Uno degli autori era David Duke. Carto è stato anche ospite di The Political Cesspool, che, secondo la sua dichiarazione di principi, rappresenta "una filosofia pro-White". Ha partecipato negli incontri condotti dal "Pastore" Thomas Robb, un importante leader del Ku Klux Klan e sostenitore dell'identità cristiana; nel 2015 ha partecipato alla cerimonia inaugurale del Christian Revival Research and Development Center in costruzione nel complesso di Robb in Arkansas, insieme a Edward Fields e al suprematista bianco canadese Paul Fromm.
Nel 2007, Carto ha condannato i "maniaci genocidi come il vicepresidente Cheney e l'opinionista Bill O'Reilly" nel loro sostegno all'attacco dell'amministrazione Bush all'Iraq. Carto ha difeso l'Iraq come un "paese altamente civilizzato, indipendente e stabile con 6.000 anni di storia orgogliosa" dove "sono stati uccisi 800.000 innocenti tra uomini, donne e bambini con almeno un milione feriti, hanno demolito un numero imprecisato di case, hanno fatto saltare in aria le strade, e distrutto numerosi altri edifici". Carto ha avvertito che "ora i truffatori stanno spingendo l'America ad attaccare l'Iran" e ha condannato "le grida di guerra dei codardi suprematisti israeliani neocon che chiedono letteralmente la guerra contro l'Iran". Ha espresso il timore che le bombe americane possano uccidere abbastanza iraniani in modo da permettere a Israele di "stabilire il controllo sull'intero teatro e coloro che attualmente vivono lì diventeranno servi della gleba ebrei, alla pari dei palestinesi." I suoi media hanno sostenuto il candidato presidenziale e membro del Congresso Ron Paul.

### Morte
Carto è morto il 26 ottobre 2015 all'età di 89 anni, secondo quanto riferito, per arresto cardiaco. Nel febbraio 2016, è stato sepolto nel cimitero nazionale di Arlington, dove la famiglia aveva il diritto di sepoltura data la concessione della Purple Heart. Il pastore nazionalista bianco di estrema destra Thomas A. Robb ha presieduto il funerale.

## Influenze
Willis Carto era un devoto degli scritti di Francis Parker Yockey, un estremista di destra che ha ricordato il Terzo Reich di Adolf Hitler come "l'impero europeo" che difendeva l'Occidente sia dal bolscevismo che dagli Stati Uniti controllati dagli ebrei. Carto adottò il libro di Yockey Imperium: The Philosophy of History and Politics come propria ideologia guida, e ottenne un'intervista di 15 minuti con Yockey il 10 giugno 1960, mentre quest'ultimo fu tenuto in prigione per una frode sui passaporti. Yockey si suicidò sei giorni dopo, il 16 giugno. Gli studiosi hanno notato che Yockey sarebbe stato probabilmente dimenticato senza la commercializzazione di Imperium da parte di Carto al pubblico americano.
Più tardi, Carto avrebbe definito la sua ideologia come jeffersoniana e populista piuttosto che nazionalsocialista, in particolare nel libro di Carto del 1982, Profiles in Populism: nel libro presentava favorevolmente diverse figure politiche degli Stati Uniti tra cui Thomas Jefferson e Andrew Jackson, Henry Ford, nonché il prete cattolico padre Charles Coughlin che usava la radio per rilasciare commenti a sostegno delle politiche di Adolf Hitler e Benito Mussolini.